# ينغجة (مياندوآب)
ينغجة هي قرية في مقاطعة مياندوآب، إيران. يقدر عدد سكانها بـ 179 نسمة بحسب إحصاء 2016.